# Меса-дел-Кабалло (Аризона)
Меса-дел-Кабалло (англ. Mesa del Caballo) — переписна місцевість (CDP) в США, в окрузі Гіла штату Аризона. Населення — 781 особа (2020).

## Географія
Меса-дел-Кабалло розташована за координатами 34°17′9″ пн. ш. 111°17′43″ зх. д. / 34.28583° пн. ш. 111.29528° зх. д. (34.285966, -111.295222).  За даними Бюро перепису населення США в 2010 році переписна місцевість мала площу 0,82 км², уся площа — суходіл.

## Демографія
Згідно з переписом 2010 року, у переписній місцевості мешкало 765 осіб у 314 домогосподарствах у складі 218 родин. Густота населення становила 938 осіб/км².  Було 406 помешкань (498/км²).
Расовий склад населення:
| - 93,1 % — білих - 0,5 % — корінних американців - 0,4 % — чорних або афроамериканців - 0,1 % — азіатів - 3,1 % — осіб інших рас |

До двох чи більше рас належало 2,7 %. Частка іспаномовних становила 9,7 % від усіх жителів.
За віковим діапазоном населення розподілялося таким чином: 22,1 % — особи молодші 18 років, 60,9 % — особи у віці 18—64 років, 17,0 % — особи у віці 65 років та старші. Медіана віку мешканця становила 47,0 року. На 100 осіб жіночої статі у переписній місцевості припадало 99,7 чоловіків;  на 100 жінок у віці від 18 років та старших — 94,8 чоловіків також старших 18 років.
Середній дохід на одне домашнє господарство  становив 32 516 доларів США (медіана — 30 273), а середній дохід на одну сім'ю — 33 891 долар (медіана — 30 591). Медіана доходів становила 46 875 доларів для чоловіків та 24 792 долари для жінок. За межею бідності перебувало 24,5 % осіб, у тому числі 41,5 % дітей у віці до 18 років та 0,0 % осіб у віці 65 років та старших.
Цивільне працевлаштоване населення становило 237 осіб. Основні галузі зайнятості: освіта, охорона здоров'я та соціальна допомога — 35,0 %, будівництво — 25,7 %, роздрібна торгівля — 24,1 %.